# St. Bonifacius
St. Bonifacius è un comune degli Stati Uniti d'America, situato nello Stato del Minnesota, nella Contea di Hennepin.